# Doronicum grandiflorum
Doronicum grandiflorum es una especie europea de Doronicum, un miembro de la familia Asteraceae. 
Doronicum grandiflorum es una hierba perenne que crece entre 10–40 cm de altura y produce numerosas flores amarillas que nacen sobre tallos peludos. Las hojas grandes y ovadas (con forma de huevo) tienen bordes dentados y están sostenidas por pecíolos largos y estrechos. Los tallos florales también tienen hojas espaciadas alternativamente a lo largo de la mitad inferior del tallo. Estos abrazan el tallo y son ovados a lanceolados. Las hojas están plagadas de pelos tanto glandulares como no glandulares.  Las cabezas de las flores tienen 4-6 cm de ancho. Las flores aparecen desde julio hasta agosto.

## Distribución y hábitat
Esta especie se encuentra zonas de piedra caliza. Es nativa de regiones montañosas entre 1400 y 3400 m de altitud en los Alpes, los Pirineos y los Balcanes del norte (naciones de España , Francia , Alemania , Italia , Suiza , Austria , Grecia , Albania , Rumania y los Balcanes occidentales).